# Associazione Calcio Spezia 1992-1993
Questa pagina raccoglie le informazioni riguardanti l'Associazione Calcio Spezia nelle competizioni ufficiali della stagione 1992-1993.

## Stagione
Nella stagione 1992-1993 lo Spezia disputa il girone A del campionato di Serie C1, raccoglie 28 punti che valgono il quattordicesimo posto in classifica, mantenendo la categoria. La squadra bianconera è affidata all'ex genoano Claudio Onofri al quale viene chiesto un tranquillo campionato. Per tutta la stagione gli aquilotti trovano molto di rado la via del goal, con 20 reti all'attivo in campionato, sono il penultimo attacco del girone, solo il retrocesso Siena fa peggio. L'esclusione dell'Arezzo dal torneo, a poche giornate dal termine, costa due punti allo Spezia che nel girone di andata aveva vinto contro i toscani, ma comunque si chiude il torneo senza patemi. Il Picco non è un baluardo, essendo violato tre volte, in trasferta non si vince mai, ci si deve accontentare di mantenere la Serie C1. Nella Coppa Italia lo Spezia supera i primi tre turni ad eliminazione diretta, eliminando nell'ordine il Casale, la Carrarese ed il Pavia, poi nel girone B del quarto turno lascia il passaggio ai quarti di finale al Montevarchi.

## Rosa
| N. |                   | Ruolo | Calciatore             |
| -- | ----------------- | ----- | ---------------------- |
|    | Italia (bandiera) | A     | Luca Alberti           |
|    | Italia (bandiera) | D     | Claudio Amarotti       |
|    | Italia (bandiera) | A     | Andrea Bagnoli         |
|    | Italia (bandiera) | C     | Roberto Bergamaschi    |
|    | Italia (bandiera) | D     | Guido Bonadio          |
|    | Italia (bandiera) | C     | Paolo Bonfandini       |
|    | Italia (bandiera) | C     | Paolo Braida           |
|    | Italia (bandiera) | D     | David Cappelletti      |
|    | Italia (bandiera) | P     | Fabio Corneli          |
|    | Italia (bandiera) | A     | Paolo Alberto Faccini  |
|    | Italia (bandiera) | C     | Giancarlo Fiordisaggio |
|    | Italia (bandiera) | A     | Alessandro Guiotto     |
|    | Italia (bandiera) | C     | Roberto Lazzarotto     |
|    | Italia (bandiera) | C     | Alessandro Lorenzi     |

| N. |                   | Ruolo | Calciatore              |
| -- | ----------------- | ----- | ----------------------- |
|    | Italia (bandiera) | C     | Rocco Massimo Macrì     |
|    | Italia (bandiera) | D     | Andrea Maida            |
|    | Italia (bandiera) | P     | Andrea Mazzantini       |
|    | Italia (bandiera) | C     | Liborio Mirisola        |
|    | Italia (bandiera) | A     | Giuseppe Mosca          |
|    | Italia (bandiera) | D     | Massimiliano Nardecchia |
|    | Italia (bandiera) | D     | Vinicio Olmi            |
|    | Italia (bandiera) | C     | Cristian Pepe           |
|    | Italia (bandiera) | C     | Fabio Perinelli         |
|    | Italia (bandiera) | D     | Claudio Pierluigi       |
|    | Italia (bandiera) | D     | Ciro Scognamiglio       |
|    | Italia (bandiera) | A     | Tomaso Tatti            |
|    | Italia (bandiera) | C     | Roberto Torchio         |

## Risultati

### Campionato

#### Girone di andata
| Arbitro: | Bonfrisco (Monza) |

|              |           |                        |
| Amarotti 13’ | Marcatori | 88’ (aut.) Bergamaschi |

| Arbitro: | Santoruvo (Bari) |

|                                   |           |  |
| Artistico 3’, 65’ Lopez 5’ (rig.) | Marcatori |  |

| Arbitro: | Genovese (Avellino) |

|                          |           |  |
| Bagnoli 17’ Mirisola 77’ | Marcatori |  |

| Siena 20 settembre 1992 4ª giornata | Siena                | 0 – 0 | Spezia | Stadio Artemio Franchi\| Arbitro: \| Nepi (Ascoli Piceno) \| |
| Arbitro:                            | Nepi (Ascoli Piceno) |       |        |                                                              |

| Sesto San Giovanni 27 settembre 1992 5ª giornata | Pro Sesto                   | 0 – 0 | Spezia | Stadio Breda\| Arbitro: \| Ruggiero (Nocera Inferiore) \| |
| Arbitro:                                         | Ruggiero (Nocera Inferiore) |       |        |                                                           |

| Arbitro: | Ciambotti (Empoli) |

|                        |           |            |
| Tatti 18’ G. Mosca 41’ | Marcatori | 30’ Crotti |

| Arbitro: | Gregori (Piacenza) |

|                                          |           |               |
| R. Gori 20’, 83’ Curti 49’ Gentilini 90’ | Marcatori | 42’ Bonfadini |

| La Spezia 25 ottobre 1992 8ª giornata | Spezia        | 0 – 0 | Sambenedettese | Stadio Alberto Picco\| Arbitro: \| Lana (Torino) \| |
| Arbitro:                              | Lana (Torino) |       |                |                                                     |

| Arbitro: | Piretti (Ravenna) |

|              |           |              |
| S. Protti 2’ | Marcatori | 58’ G. Mosca |

| Arbitro: | Di Filippo (Chieti) |

|                       |           |  |
| G. Mosca 47’ Pepe 95’ | Marcatori |  |

| Arbitro: | Piantoni (Terni) |

|              |           |  |
| G. Mosca 62’ | Marcatori |  |

| Arbitro: | Messina (Bergamo) |

|                          |           |  |
| Banchelli 20’ Perugi 67’ | Marcatori |  |

| Arbitro: | Bonfrisco (Monza) |

|  |           |                           |
|  | Marcatori | 28’ Biagianti 48’ Murgita |

| Arbitro: | Giove (Bari) |

|                           |           |           |
| Mezzini 20’ Torracchi 78’ | Marcatori | 40’ Tatti |

| Arbitro: | Fonisto (Napoli) |

|                           |           |  |
| Cappelletti 62’ Tatti 88’ | Marcatori |  |

| Carpi 20 dicembre 1992 16ª giornata | Carpi                     | 0 – 0 | Spezia | Stadio Sandro Cabassi\| Arbitro: \| D'Errico (Frattamaggiore) \| |
| Arbitro:                            | D'Errico (Frattamaggiore) |       |        |                                                                  |

| La Spezia 27 dicembre 1992 17ª giornata | Spezia            | 0 – 0 | Leffe | Stadio Alberto Picco\| Arbitro: \| Capozzi (Vicenza) \| |
| Arbitro:                                | Capozzi (Vicenza) |       |       |                                                         |

#### Girone di ritorno
| Arbitro: | L. Branzoni (Pavia) |

|                                         |           |  |
| Sotgia 63’ Francioso 77’, 79’ Zauli 88’ | Marcatori |  |

| La Spezia 31 gennaio 1993 19ª giornata | Spezia             | 0 – 0 | Vicenza | Stadio Alberto Picco\| Arbitro: \| Tombolini (Ancona) \| |
| Arbitro:                               | Tombolini (Ancona) |       |         |                                                          |

| Arbitro: | Moretti (Cosenza) |

|                      |           |  |
| Bressan 21’ Aimo 70’ | Marcatori |  |

| Arbitro: | Gambino (Barletta) |

|                 |           |                               |
| Bergamaschi 21’ | Marcatori | 47’ G. Carboni 74’ G. Coppola |

| La Spezia 21 febbraio 1993 22ª giornata | Spezia           | 0 – 0 | Pro Sesto | Stadio Alberto Picco\| Arbitro: \| Pizzini (Verona) \| |
| Arbitro:                                | Pizzini (Verona) |       |           |                                                        |

| Arbitro: | Contente (Salerno) |

|            |           |  |
| Paleni 30’ | Marcatori |  |

| Arbitro: | Fausti (Milano) |

|  |           |             |
|  | Marcatori | 16’ Spatari |

| San Benedetto del Tronto 21 marzo 1993 25ª giornata | Sambenedettese | 0 – 0 | Spezia | Stadio Riviera delle Palme\| Arbitro: \| Longo (Paola) \| |
| Arbitro:                                            | Longo (Paola)  |       |        |                                                           |

| Arbitro: | Ruggiero (Nocera Inferiore) |

|              |           |  |
| G. Mosca 10’ | Marcatori |  |

| Carrara 4 aprile 1993 27ª giornata | Carrarese                    | 0 – 0 | Spezia | Stadio dei Marmi\| Arbitro: \| De Prisco (Nocera Inferiore) \| |
| Arbitro:                           | De Prisco (Nocera Inferiore) |       |        |                                                                |

| Arbitro: | Casaluci (Lecce) |

|                          |           |                               |
| Turchi 79’ Gasperini 81’ | Marcatori | 13’ Scognamiglio 53’ G. Mosca |

| Arbitro: | Calvi (Milano) |

|                             |           |             |
| Amarotti 9’ Bergamaschi 71’ | Marcatori | 29’ Bonadei |

| Massa 2 maggio 1993 30ª giornata | Massese           | 0 – 0 | Spezia | Stadio degli Oliveti\| Arbitro: \| F. Rossi (Rovigo) \| |
| Arbitro:                         | F. Rossi (Rovigo) |       |        |                                                         |

| La Spezia 9 maggio 1993 31ª giornata | Spezia            | 0 – 0 | Triestina | Stadio Alberto Picco\| Arbitro: \| Piretti (Ravenna) \| |
| Arbitro:                             | Piretti (Ravenna) |       |           |                                                         |

| 16 maggio 1993 32ª giornata | Arezzo | – Partita non disputata per l'esclusione dell'Arezzo dal campionato. | Spezia |  |

| Arbitro: | Fonisto (Napoli) |

|             |           |  |
| Faccini 84’ | Marcatori |  |

| Arbitro: | Anselmo (Asti) |

|                              |           |                      |
| Inzaghi 10’, 28’ Bonazzi 41’ | Marcatori | 67’, 70’ Bergamaschi |

## Coppa Italia
| Arbitro: | Nucini (Bergamo) |

|              |           |  |
| Brunetti 46’ | Marcatori |  |

| Arbitro: | Iannello (Voghera) |

|                       |           |  |
| G. Mosca 1’ Tatti 66’ | Marcatori |  |

| Carrara 2 settembre 1992 2º turno - Andata | Carrarese      | 0 – 0 | Spezia | Stadio dei Marmi\| Arbitro: \| Bazzi (Modena) \| |
| Arbitro:                                   | Bazzi (Modena) |       |        |                                                  |

| Arbitro: | Alban (Bassano del Grappa) |

|                               |           |  |
| Bonfadini 13’ Cappelletti 77’ | Marcatori |  |

| Arbitro: | Baudo (Torino) |

|           |           |  |
| Tatti 25’ | Marcatori |  |

| Arbitro: | Freddi (Sassari) |

|                             |           |                                  |
| Scalzo 13’, 32’ Schwoch 51’ | Marcatori | 80’ (rig.) Bonfadini 87’ Faccini |

### Quarto turno - Girone B
| Arbitro: | Piantoni (Terni) |

|  |           |             |
|  | Marcatori | 69’ Milazzo |

| 13 gennaio 1993 2ª giornata |  | – Turno di riposo Spezia |  |  |

| Arbitro: | Bancale (Latina) |

|                               |           |  |
| Romairone 6’ Murgita 14’, 40’ | Marcatori |  |